# Joan-Ramon Laporte
Joan-Ramon Laporte Roselló (Barcelona, 1948) es un médico español especializado en farmacología.

## Biografía
Hijo del médico y político Josep Laporte, nació en Barcelona en 1948. Se graduó en Medicina por la Universidad de Barcelona en 1970, donde cuatro años después terminó su doctorado, con la tesis Estudi farmacocinètic de la interacció pentobarbital-tetraclorur de carboni en el conill. Es catedrático emérito de Farmacología en la Universidad Autónoma de Barcelona y fue jefe de servicio de esta rama en el Hospital Universitario Valle de Hebrón, además de colaborador de la Organización Mundial de la Salud en el campo de la evaluación de medicamentos. Experto en farmacovigilancia, participó en la fundación de la Red de Farmacología de la República de Cuba en 1997 y del European pharmacovigilance research group de la Comisión Europea. Fue candidato de la lista de Iniciativa per Catalunya Verds para las elecciones autonómicas de 2010.
Muy crítico con las empresas farmacéuticas, en 2004 ganó un juicio contra la estadounidense Merck Sharp & Dohme (MSD), que lo demandó por alertar de las irregularidades en los ensayos clínicos del antiinflamatorio rofecoxib, que fue retirado meses después del mercado por su riesgo cardiovascular. Asimismo, las declaraciones que hizo en el Congreso de los Diputados en febrero de 2022 sobre las vacunas contra la COVID-19 despertaron polémica en los medios de comunicación españoles. En 2024 publicó un libro titulado Crónica de una sociedad intoxicada sobre el sobrediagnóstico de enfermedades que, a su juicio, existe en la sociedad española.